# الشعيبات (الجديدة)
شعيبات هي قرية مغربية غرب المملكة. تنتمي شعيبات لإقليم الجديدة. تضم هذه القرية 9.590 نسمة (إحصاء 2004).